# Alchemilla walasii
Alchemilla walasii é uma espécie de rosácea do gênero Alchemilla, pertencente à família Rosaceae.